# Crisótemis (hija de Carmánor)
En la mitología griega Crisótemis (en griego antiguo: Χρυσόθεμις, esto es, «orden de oro») es un personaje secundario de las leyendas locales de Creta. Kerényi conjetura que Carmánor y Deméter fueron los padres de Crisótemis y Eubulo.

## Textos mitográficos

### Pausanias
A Crisótemis se la ha llamado poetisa y se la considera la primera ganadora del concurso más antiguo de los Juegos Píticos. El certamen más antiguo que tuvo lugar y en el que se establecieron premios por primera vez recuerdan que fue el cantar un himno a Apolo. Cantó y venció en el canto Crisótemis de Creta, cuyo padre Carmánor se dice que purificó a Apolo. Después de Crisótemis recuerdan que venció en el canto Filamón, y después de aquel, Támiris, hijo de Filamón. Pero dicen que no quisieron someterse a prueba en un certamen de música Orfeo, por la jactancia con sus misterios y a causa de su orgullo, ni Museo, por imitar en todo a Orfeo.

### Diodoro Sículo
Dicen que de Estáfilo y de Crisótemis nacieron tres hijas que se llamaban Molpadia, Reo y Párteno. Apolo se unió a Reo y la dejó encinta; su padre, pensando que había sido seducida por un mortal, se irritó, y debido a ello encerró a su hija en una caja y la arrojó al mar.

### Higino
Algunos dicen que el catasterismo de Virgo corresponde a una hija de Apolo y Crisótemis llamada Párteno. Como murió joven, Apolo la colocó entre las estrellas.